# José Herrera (beisbolista)
José Ramón Herrera Catalino (nacido el 30 de agosto de 1972 en Santo Domingo) es un jardinero derecho dominicano que jugó en las Grandes Ligas de Béisbol para los Atléticos de Oakland (1995-96). También jugó en la Organización Coreana de Béisbol en 2001-02.  En 2010, jugó para los Southern Maryland Blue Crabs de la Atlantic League of Professional Baseball. Actualmente se encuentra jugando para los York Revolution.
En 1993, Herrera fue cambiado por los Azulejos de Toronto junto con el lanzador Steve Karsay a los Atléticos de Oakland por el líder de todos los tiempos de las Grandes Ligas en bases robadas, Rickey Henderson, quien ayudó a Toronto a ganar la Serie Mundial de 1993.
Mientras jugaba para los Rochester Red Wings, Herrera superó a Zippy Chippy en una carrera de 40 yardas el 18 de agosto de 2000.

## Atlantic League
Desde 2006-08, Herrera jugó para los Newark Bears y bateó para .305, .357 y .331. En la actualidad es el líder de  todos los tiempo del  equipo en turnos al bate con 1,470, con 482 hits, 78 dobles, 259 carreras impulsadas y con 248 anotadas. Fue nombrado MVP de los playoffs de la Atlantic League en el 2007 cuando bateó tres jonrones en contra de los Somerset Patriots en el juego decisivo en Newark el 24 de septiembre de 2007, ayudando a los Newark Bears a obtener su segundo campeonato de la liga.
Herrera jugó con los Long Island Ducks en 2009 antes de ser adquirido por los York Revolution por el antesalista Matt Padgett. Se convirtió en agente libre después de la  temporada 2010.
Firmó un contrato con los Southern Maryland Blue Crabs el 13 de enero de 2011.

## Liga Dominicana
Apodado "Café Herrera" en la Liga Dominicana, José ha jugado para los equipos Leones del Escogido, Azucareros del Este y Tigres del Licey. Debutó con los Leones en 1992, luego pasó a los Azucareros en 2001. Actualmente juega para el Licey.